# Branwen (filme)
Branwen é um filme de drama britânico de 1995 dirigido e escrito por Ceri Sherlock. Foi selecionado como representante do Reino Unido à edição do Oscar 1996, organizada pela Academia de Artes e Ciências Cinematográficas.

## Elenco
- Morfudd Hughes - Branwen Roberts
- Richard Lynch - Kevin McCarthy
- J. O. Roberts - Y Parch / Llion Roberts
- Robert Gwyn Davin - Mathonwy Roberts
- Allin Elidyr - Peredur Roberts